# 民主统一
民主统一（西班牙語：Unificación Democrática，缩写为UD）是洪都拉斯的一个左翼政党。该党成立于1992年9月29日，由洪都拉斯改革党、洪都拉斯革命党、莫拉桑民族解放党和爱国革新党合并而成。该党的意识形态是社会主义。该党的主席是Alfonso Díaz Narváez。该党的总部位于特古西加尔巴。该党的青年翼是“民主统一青年”。